# نرگان (فلاورجان)
نرگان، روستایی از توابع بخش پیربکران شهرستان فلاورجان در استان اصفهان ایران است.

## جمعیت
این روستا در شهرستان فلاورجان بخش پیربکران قرار دارد و براساس سرشماری مرکز آمار ایران در سال ۱۳۸۵، جمعیت آن ۱٬۳۶۶ نفر (۳۴۸خانوار) بوده‌است.